# Оклопник
Оклопник или, тачније, оружник (енгл. man-at-arms, фр. homme d'armes, у множини фр. gens d'armes - од чега је настао модеран назив жандарм) је војни термин који означава припадника средњовековне или ренесансне тешке коњице, који се могао борити и пешице (као тешка пешадија).  Овај појам користио се у западној Европи од краја 12. века (када су се у пратњи великаша појавили и оклопни коњаници који нису били племићког порекла) до краја 16. века, када је тешка оклопна коњица коначно одбацила копља и заменила их ватреним оружјем - чиме су оклопници преименовани у аркебузире и рајтере. Тако појам оклопника у војном смислу подразумева витезове (који су били једина оклопна коњица западне Европе у периоду од 8. до 12. века), штитоноше, наоружане слуге у пратњи великаша и коњанике-најамнике, који су у 15. и 16. веку чинили главнину тешке коњице у западној Европи. Сам термин је сличан, али не и идентичан појму витеза, пошто је било много оклопника који нису били племенитог порекла, нити су носили титулу витеза. Може се уопштено рећи, да је сваки витез у рату био и оклопник, али није сваки оклопник био витез.

## Етимологија
Превод енглеског термина man-at-arms на српски је сам по себи проблематичан, пошто је овај термин до сада превођен на српски различито и недоследно. Тако је у старијој српскохрватској литератури коришћена реч оружник (на пример, у преводу историјског романа Ајванхо од Љубише Туцаковића), која се у драми Јазавац пред судом Петра Кочића користи као синоним за жандарма (термин који је у Француској у 16. веку означавао оклопног коњаника). У модерним преводима на српски користе се термини оклопник (у књизи Историја средњег века у преводу Чедомира Антића и Небојше Порчића) оклопни пешак (у преводу свих књига Песме леда и ватре од Николе Пајванчића), опремљени војник или наоружани војник (два различита термина у историјском роману Харлекин, који је превела Марина Петровић), наоружани човек (у историјској студији Витезови кроз историју, коју је превела Љиљана Крстић) или коњаник (у историјском роману Вагабунд - превео Драган Стијеља Јовановић).

## Историја
Тешка феудална коњица постала је главни род војске у западној Европи у доба династије Каролинга (8 - 10. век), пешака готово да није било. У то време само су племићи могли да приуште коње и оклопе, пошто је целокупна опрема са коњем коштала колико и 45 крава.
Од 12. века, са јачањем производних снага у западној Европи и слабљењем феудалног позива, коњи, оружје и оклопи постали су доступнији, па су владари и имућнији великаши били у стању да опреме део својих слугу као оклопнике. У исто време, сиромашнији витезови почели су да ступају у службу владара и великаша као најамници, а појавили су се и најамници који нису били племићког порекла. Тако се од 12. века појавио велики број оклопних коњаника који нису били витезови у строгом смислу те речи, иако су на бојишту играли потпуно исту улогу.
Бертран Ди Геклен (1320-1380), француски војсковођа који је умро као конетабл Француске, проглашен је за витеза тек у 34. години. У стогодишњем рату (1337-1453), незапослени најамници без господара, међу којима је било много оклопника, су већ 1374. постали страх и трепет Француске, окупљени у банде разбојника познате као Велике компаније. Сачувани спискови енглеске војске пред битку код Аженкура (1415), показују да већина енглеских коњаника на бојишту нису били витезови: присутни великаши довели су одреде са од 40 до 240 оклопника, док су 52 нижа капетана (који су већином били витезови) довели одреде са од 3 до 20 оклопника. Сваког оклопника пратила су по 2-3 стрелца на коњима. Оклопници су примали плату за своју службу - 12 пенија дневно, двоструко више од стрелаца, док су витезови добијали по 2 шилинга дневно, двоструко више од обичних оклопника.

## Оружје и опрема
Наоружање оклопника се до краја 12. века састојало из дугог двосечног мача и кратког копља, које се по потреби могло и бацати. Употребљавала се и бојна секира за бацање, а на британским острвима и у неким деловима Европе и тешка норманска секира за обе руке. Лук се користио врло ретко. Од краја 12. века копље је продужено до 5 метара и имало је челични врх. Због тежине морало се причвршћивати за прсни део оклопа. Двосечни мач остао је исти, али му се дршка продужила да би се могло ударати обема рукама. Све више се користио бодеж, јер је могао да продре кроз карике и жлебове оклопа, и буздован у облику гвоздене кугле или ваљка са гвозденим перима на краткој дршки. Секира се задржала и даље, а крајем 14. века појавио се и бојни чекић.
У доба Каролинга (8 - 10. век) тешки коњаници били су заштићени верижњачом, шлемом без визира и штитом. Заштитна опрема се од Карла Великог стално развијала, да би се од 14. века сатојала од потпуно крутог плочастог оклопа са потребним прегибима на зглобовима. Од 13. века и коњи су добили оклоп, који им је штитио сав предњи део: само су нос, уши и ноге од колена наниже били слободни. У току марша, тешка опрема коња и јахача преносила се на колима или товарним коњима. Сваки оклопник имао је 2-3 коња: на маршу је јахао лаког, а пред битку је навлачио оклоп и узјахивао тешког коња.